# Szilágynagyfalu község
Szilágynagyfalu község (románul: Comuna Nușfalău) község Szilágy megyében, Romániában. Központja Szilágynagyfalu, hozzá tartozik Bürgezd.

## Népessége
A 2011-es népszámlálás adatai alapján a község népessége 3600 fő volt.

## Története
2005-ig a községhez tartozott Szilágybagos és Szilágyborzás is, ekkor az újonnan alakult Szilágybagos községhez kerültek.